# Jari Multanen
Jari Multanen (* 5. Januar 1966 in Tampere) ist ein ehemaliger finnischer Eishockeyspieler.

## Karriere
Multanen begann seine Karriere im Jugendbereich von Ilves Tampere. Das erste Mal im Seniorenbereich spielte er in der Saison 1986/87. Allerdings kam er parallel dazu noch in der A-Junioren-SM-sarja zum Einsatz. Die erste Saison außerhalb von Tampere verbrachte er in Lahti beim damaligen Club Kiekko-Reipas. Nach einer halben Saison kehrte er nach Tampere zurück, bevor er zur Saison 1991/92 wieder nach Lahti ging, zu Hockey-Reipas. Multanen blieb bis 1996 bei den heutigen Pelicans und stieg mit dem Team in die I-divisioona ab. Nach der Hauptrunde der Saison 1995/96 in der I-divisioona wechselte er in eine Ligastufe tiefer zu Titaanit Kotka. Dort absolvierte er allerdings nur zwei Spiele, bevor er für vier Spiele zu Ässät Pori in die SM-liiga wechselte.
Zur Saison 1996/97 verließ er Finnland das erste Mal und schloss sich dem EHC Neuwied an. Mit den Bären gewann er die Meisterschaft der 1. Liga und den DEB-Ligapokal. Nach der Saison kehrte Multanen zum Drittligisten Titaanit Kotka zurück.

## Erfolge und Auszeichnungen
- 1990 Finnischer Vizemeister mit Ilves Tampere
- 1997 DEB Ligapokalsieger mit dem EHC Neuwied
- 1997 Meister der 1. Liga mit dem EHC Neuwied